# دينيس ماتيولي
دينيس ماتيولي (من مواليد 25 مارس 1952) هي لاعبة كرة قدم وطائرة برازيلية . شاركت في بطولة السيدات في الألعاب الأولمبية الصيفية لعام 1980 . 

## روابط خارجية
- دينيس ماتيولي على موقع أوليمبيديا (الإنجليزية)